# Gilbert Marmenout
Gilbert Marmenout, né le 13 décembre 1945 à Blankenberge en Belgique, est un footballeur belge qui joue au poste de défenseur et de milieu de terrain. Il joue dix saisons au Club Bruges KV, pendant lesquelles il remporte deux fois la Coupe de Belgique.

## Biographie
Gilbert Marmenout débute au Club Bruges KV en 1962 à l'âge de dix-sept ans. Confiné à un rôle de remplaçant lors des cinq premières saisons, il s'impose dans la défense brugeoise lors de la saison 1967-1968. Cette saison-là, il remporte la première Coupe de Belgique de l'Histoire du club. Deux ans plus tard, il remporte à nouveau le trophée. En 1972, de nouveaux défenseurs arrivent au club, il quitte Bruges pour rejoindre l'Antwerp.
Il joue une saison pour le club anversois, puis rejoint le KV Courtrai, en deuxième division. En 1976, le club remonte en première division grâce à sa victoire dans le tour final. Après une dernière saison parmi l'élite, Gilbert Marmenout choisit de mettre un terme à sa carrière de joueur.
En juillet 1981, il est nommé entraîneur du KV Ostende, club issu de la fusion entre le VG Ostende et l'AS Ostende, qui évolue en troisième division. En novembre, il est licencié après douze journées à cause des mauvais résultats du club.

### Statistiques saison par saison
| Saison    | Club        | Pays | Compétition                | Matches | Buts |
| --------- | ----------- | ---- | -------------------------- | ------- | ---- |
| 1962-1963 | FC Bruges   |      | Division 1                 | 4       | 0    |
| 1963-1964 | FC Bruges   |      | Division 1                 | 6       | 0    |
| 1964-1965 | FC Bruges   |      | Division 1                 | 12      | 0    |
| 1965-1966 | FC Bruges   |      | Division 1                 | 20      | 3    |
| 1966-1967 | FC Bruges   |      | Division 1                 | 5       | 0    |
| 1967-1968 | FC Bruges   |      | Division 1                 | 21      | 0    |
| 1968-1969 | FC Bruges   |      | Division 1                 | 29      | 0    |
| 1969-1970 | FC Bruges   |      | Division 1                 | 25      | 5    |
| 1969-1970 | FC Bruges   |      | Coupe des villes de foires | 3       | 0    |
| 1970-1971 | FC Bruges   |      | Division 1                 | 29      | 7    |
| 1970-1971 | FC Bruges   |      | Coupe des Coupes           | 6       | 2    |
| 1971-1972 | FC Bruges   |      | Division 1                 | 22      | 1    |
| 1971-1972 | FC Bruges   |      | Coupe UEFA                 | 1       | 0    |
| 1972-1973 | Antwerp     |      | Division 1                 | ?       | ?    |
| 1973-1974 | KV Courtrai |      | Division 2                 | ?       | ?    |
| 1974-1975 | KV Courtrai |      | Division 2                 | ?       | ?    |
| 1975-1976 | KV Courtrai |      | Division 2                 | ?       | ?    |
| 1976-1977 | KV Courtrai |      | Division 1                 | 34      | 1    |

### Palmarès
- 2 fois vainqueur de la Coupe de Belgique en 1968 et 1970 avec le FC Bruges.